# Ореманс, Мириам
Мириам Ореманс (нидерл. Miriam Oremans; род. 9 сентября 1972, Берликюм, Северный Брабант) — нидерландская профессиональная теннисистка, победительница трёх турниров WTA и серебряный призёр Олимпийских игр в Сиднее в женском парном разряде.

## Спортивная карьера

### 1989—1992: начало карьеры
Мириам Ореманс выступала в профессиональных теннисных турнирах с августа 1989 года, когда она с Хелмой Леувен провела свой первый матч в парном разряде в турнире ITF в Бельгии. Уже в октябре в Иерусалиме она завоевала свой первый титул в турнирах ITF, победив по ходу трёх посеянных соперниц, а в ноябре выиграла турнир ITF в Ашкелоне. В 1990 году, пробившись через отборочное сито, Ореманс, занимавшая 219 место в рейтинге, дошла до второго круга Открытого чемпионата США. За год она по два раза выходила в финал турниров ITF в одиночном и парном разряде (три из четырёх раз на израильских турнирах в начале года).
Фактически отказавшись от выступлений в парах в конце 1990 и в 1991 году, Ореманс вернулась в парный разряд в 1992 году и уже в феврале в Линце выиграла с Моник Кине свой первый турнир WTA. В дальнейшем они выступали менее успешно, только в июле выйдя в полуфинал в Праге, однако несколькими неделями раньше Ореманс с Якко Элтингом, не будучи в числе 16 посеянных пар, дошли до финала Уимблдонского турнира в смешанном парном разряде — одно из основных достижений в карьере Ореманс. Жеребьёвка в турнире сложилась относительно удачно для Ореманс и Элтинга, но всё же они победили до финала 15-ю и восьмую посеянные пары. В июле Ореманс впервые сыграла за сборную Нидерландов в Кубке Федерации, заработав в паре с Николь Крюгер-Ягерман единственное очко команды в матче с немками.

### 1993—1998: на пике формы
В 1993 году после выхода в третий круг Открытого чемпионата Австралии Ореманс, обыгравшая в первом круге семнадцатую ракетку мира Эми Фрейзер, впервые вошла в число ста лучших теннисисток мира в одиночном разряде. После этого она дважды подряд дошла до четвёртого круга на турнирах I категории в Индиан-Уэллс и Майами, в обоих случаях обыграв по две посеянных соперницы, в июне в Истборне вышла в первый в карьере финал турнира WTA в одиночном разряде, а сразу после этого на Уимблдоне вышла в четвёртый круг — лучший за карьеру результат в турнирах Большого шлема в одиночном разряде. Это позволило ей подняться в рейтинге до 25 места. В парном разряде она впервые ненадолго вошла в первую сотню в августе того же года, чему способствовал выход в третий круг на Уимблдоне после победы с Каролин Вис над девятой сеяной парой. В Кубке Федерации она дошла со сборной до четвертьфинала, одержав по две победы в матчах с командами Хорватии и Латвии перед тем, как уступить испанкам.
Весь следующий год Ореманс провела в первой сотне рейтинга в одиночном разряде (лучшие результаты — полуфинал в Цюрихе после победы над пятой ракеткой мира Мари Пьерс и третий круг Открытого чемпионата Франции после победы над Мартиной Навратиловой, к тому моменту четвёртой в мире). В середине года она вернулась в первую сотню и в парах, но опять не смогла там задержаться до конца года. Хотя в 1995 году её результаты в одиночном разряде были ещё скромней (два четвертьфинала и одна победа над соперницей из первой сотни — Яной Новотной), этого снова оказалось достаточно для сохранения места в сотне, а вот в парной карьере наметились изменения к лучшему. С начала сезона Ореманс выступала с бельгийкой Сабиной Аппельманс и уже в марте в Майами они дошли до полуфинала, последовательно победив две пары из числа посеянных и уступив только первой паре мира, Наталье Зверевой и Джиджи Фернандес. Через два месяца они дошли до финала в Страсбурге, победив в четвертьфинале вторую посеянную пару. На Открытом чемпионате США они вышли в третий круг, но, несмотря на эти успехи, Ореманс так и не успела вернуться за сезон в первую сотню в парном разряде.
За 1996 год Аппельманс и Ореманс дважды играли в финалах турниров WTA, включая турнир II категории в Мадриде, а в Гамбурге, Сан-Диего и Люксембурге вышли в полуфинал. Эти результаты позволили наконец Ореманс закончить год в сотне сильнейших и в парном разряде. В одиночном разряде она финишировала в первой сотне в четвёртый раз подряд, за год побывав в одном полуфинале и двух четвертьфиналах.
Следующий год стал для Ореманс одним из наиболее удачных в карьере. В одиночном разряде у себя на родине, в Нидерландах, она вышла во второй в карьере финал, а в паре с Аппельманс дошла в Майами до единственного в карьере финала турнира I категории, победив по ходу турнира несколько соперниц из мировой парной элиты и проиграв только первой паре мира, Наталье Зверевой и Аранче Санчес. Помимо этого финала, они четырежды выходили в полуфиналы, в том числе на Уимблдоне, где были посеяны двенадцатыми и победили последовательно шестую и третью пары перед тем, как проиграть Зверевой и Джиджи Фернандес. После Уимблдона Ореманс поднялась в рейтинге парных игроков до 19-го места, высшего в карьере. В смешанном парном разряде Ореманс с Хендриком-Яном Давидсом вышла в четвертьфинал Открытого чемпионата Франции. К этим успехам добавился выход со сборной Нидерландов в финал Мировой группы Кубка Федерации. В четвертьфинале Ореманс внесла ключевой вклад в победу над американками, выиграв обе свои одиночных встречи у Мэри-Джо Фернандес и у Чанды Рубин, а потом в полуфинале победила в двух решающих играх против чешек в матче, закончившемся, как и четвертьфинальный, со счётом 3:2 в пользу нидерландской сборной. В финале против команды Франции она, однако, проиграла обе своих игры, с Мари Пьерс и Сандрин Тестю.
За 1998 год Аппельманс и Ореманс выиграли два турнира в парном разряде, в том числе турнир II категории в Париже и турнир в Хертогенбосе, но неудачно выступили во всех четырёх турнирах Большого шлема, что помешало Ореманс улучшить своё положение в рейтинге. Тем не менее она сохранила за собой место в сотне сильнейших. В одиночном разряде она второй год подряд дошла до финала в Хертогенбосе и второй раз за карьеру до четвёртого круга на Уимблдоне, в шестой раз подряд финишировав в первой сотне рейтинга.

### 1999—2002: завершение карьеры
В 1999 году впервые за пять лет Ореманс ни разу не играла в финалах турниров WTA. В одиночном разряде её лучшими результатами были полуфинал в Хертогенбосе и четвертьфинал в Ганновере, по пути к которому она победила десятую ракетку мира Натали Тозья. В парах, уже без Аппельманс, она дважды доходила до полуфиналов на исходе сезона, однако отсутствие убедительных достижений стоило ей места в первой сотне как в парном, так и в одиночном разряде. В Кубке Федерации ей со сборной Нидерландов пришлось отстаивать своё место во II мировой группе в переходном турнире после «сухого» поражения от бельгиек в первом же круге. Лучшим её результатом в сезоне стал выход в четвертьфинал Открытого чемпионата Австралии в миксте с Никласом Култи после победы в первом круге над восьмой посеянной парой Лиза Реймонд—Патрик Гэлбрайт.
В начале 2000 года партнёршей Ореманс стала Кристи Богерт. Вместе они четыре раза за первую половину года доходили до полуфинала турниров WTA, затем вышли в четвертьфинал на Уимблдоне, победив посеянных седьмыми Рубин и Тестю и уступив в очередной раз первой паре турнира, Лизе Реймонд и Ренне Стаббс, а потом вышли в финал Олимпийского турнира в Сиднее, взяв по ходу турнира верх над Стаббс и Еленой Докич, представлявшими Австралию и посеянными под шестым номером, а в полуфинале над белорусской парой Зверева—Барабанщикова. В финале они не смогли, однако, противостоять на равных Винус и Серене Уильямс, взяв у тех всего два гейма за матч. В одиночном разряде Ореманс тоже провела сезон лучше предыдущего, завершив его выходом в финал в Братиславе. По итогам года она вернулась в число ста лучших теннисисток мира в обоих разрядах.
За 2001 и начало 2002 года Ореманс с тремя разными партнёршами четырежды выходила в финалы турниров, хотя не выиграла ни одного. В ещё ряде турниров, в том числе в Майами в 2001 году, она дошла до полуфинала. В одиночном разряде она вышла в Бирмингеме в пятый финал турнира WTA за карьеру. 2001 год она снова завершила среди ста сильнейших и в одиночном, и в парном разряде, но после Уимблдонского турнира 2002 года на три месяца исчезла с корта и вернулась только к Открытому чемпионату США. После его окончания, в день своего тридцатилетия 9 сентября 2002 года, она сообщила об уходе из профессионального тенниса. Тем не менее, и в 2003 году она продолжала выступать за сборную в Кубке Федерации, пытавшейся в этом сезоне вернуться в Мировую группу.

## Участие в финалах личных турниров (18)
| Легенда                | Легенда |
| ---------------------- | ------- |
| Большой шлем           | 1       |
| Олимпийские игры       | 1       |
| Итоговый чемпионат WTA | 0       |
| I категория            | 1       |
| II категория           | 3       |
| III категория          | 8       |
| IV категория           | 2       |
| V категория            | 2       |

### Одиночный разряд (5)
Поражения (5)
| №  | Дата        | Турнир                                   | Покрытие | Соперница в финале  | Счёт в финале |
| -- | ----------- | ---------------------------------------- | -------- | ------------------- | ------------- |
| 1. | 14 июн 1993 | Volkswagen Cup, Истборн, Великобритания  | Трава    | Мартина Навратилова | 6-2, 2-6, 3-6 |
| 2. | 16 июн 1997 | Heineken Trophy, Хертогенбос, Нидерланды | Трава    | Руксандра Драгомир  | 7-5, 2-6, 4-6 |
| 3. | 15 июн 1998 | Heineken Trophy, Хертогенбос, Нидерланды | Трава    | Жюли Алар-Декюжи    | 3-6, 4-6      |
| 4. | 23 окт 2000 | Slovak Indoor, Братислава, Словакия      | Хард (i) | Дая Беданова        | 1-6, 7-5, 3-6 |
| 5. | 11 июн 2001 | DFS Classic, Бирмингем, Великобритания   | Трава    | Натали Тозья        | 3-6, 5-7      |

### Женский парный разряд (12)

#### Победы (3)
| №  | Дата        | Турнир                                   | Покрытие | Партнёр          | Соперницы в финале                     | Счёт в финале          |
| -- | ----------- | ---------------------------------------- | -------- | ---------------- | -------------------------------------- | ---------------------- |
| 1. | 10 фев 1992 | Austrian Indoor, Линц                    | Хард (i) | Моник Кине       | Клаудия Порвик Рафаэлла Реджи-Конкато  | 6-4, 6-2               |
| 2. | 9 фев 1998  | Open Gaz de France, Париж, Франция       | Ковёр    | Сабин Аппельманс | Анна Курникова Лариса Савченко-Нейланд | 1-6, 6-3, 7-6(3)       |
| 3. | 15 июн 1998 | Heineken Trophy, Хертогенбос, Нидерланды | Трава    | Сабин Аппельманс | Кэтэлина Кристя Ева Мелихарова         | 6-7(4), 7-6(6), 7-6(5) |

#### Поражения (7)
| №  | Дата        | Турнир                                          | Покрытие | Партнёр          | Соперницы в финале                    | Счёт в финале       |
| -- | ----------- | ----------------------------------------------- | -------- | ---------------- | ------------------------------------- | ------------------- |
| 1. | 22 мая 1995 | Международный турнир в Страсбурге, Франция      | Хард (i) | Сабин Аппельманс | Линдсей Дэвенпорт Мэри-Джо Фернандес  | 2-6, 3-6            |
| 2. | 20 мая 1996 | Мадрид, Испания                                 | Грунт    | Сабин Аппельманс | Яна Новотна Аранча Санчес Викарио     | 6-7(4), 2-6         |
| 3. | 30 сен 1996 | Лейпциг, Германия                               | Ковёр    | Сабин Аппельманс | Кристи Богерт Натали Тозья            | 4-6, 4-6            |
| 4. | 17 мар 1997 | Lipton Championships, Майами, США               | Хард     | Сабин Аппельманс | Наталья Зверева Аранча Санчес Викарио | 2-6, 3-6            |
| 5. | 19 сен 2000 | Олимпийские игры, Сидней, Австралия             | Хард     | Кристи Богерт    | Винус Уильямс Серена Уильямс          | 1-6, 1-6            |
| 6. | 12 фев 2001 | Qatar Total Fina Elf Open, Доха                 | Хард     | Кристи Богерт    | Роберта Винчи Сандрин Тестю           | 5-7, 6-7(4)         |
| 7. | 14 мая 2001 | Антверпен, Бельгия                              | Грунт    | Кристи Богерт    | Элс Калленс Вирхиния Руано Паскуаль   | 3-6, 6-3, 4-6       |
| 8. | 18 июн 2001 | Heineken Trophy, Хертогенбос, Нидерланды        | Трава    | Ким Клейстерс    | Руксандра Драгомир Надежда Петрова    | 6-7(5), 7-6(5), 4-6 |
| 9. | 30 дек 2001 | Thalgo Australian Women's Hardcourts, Голд-Кост | Хард     | Оса Свенссон     | Меган Шонесси Жюстин Энен             | 1-6, 6-7(6)         |

### Смешанный парный разряд (1)
Поражение (1)
| №  | Дата        | Турнир                              | Покрытие | Партнёр     | Соперники в финале                | Счёт в финале |
| -- | ----------- | ----------------------------------- | -------- | ----------- | --------------------------------- | ------------- |
| 1. | 22 июн 1992 | Уимблдонский турнир, Великобритания | Трава    | Якко Элтинг | Лариса Савченко-Нейланд Цирил Сук | 6-7(2), 2-6   |

## Участие в финалах командных турниров (1)
Поражение (1)
| Год  | Турнир          | Команда                                                        | Соперник в финале                              | Счёт |
| 1997 | Кубок Федерации | Нидерланды М. Боллеграф, К. Вис, М. Ореманс, Б. Шульц-Маккарти | Франция М. Пьерс, С. Тестю, Н. Тозья, А. Фусаи | 1-4  |